# Parque Montsouris

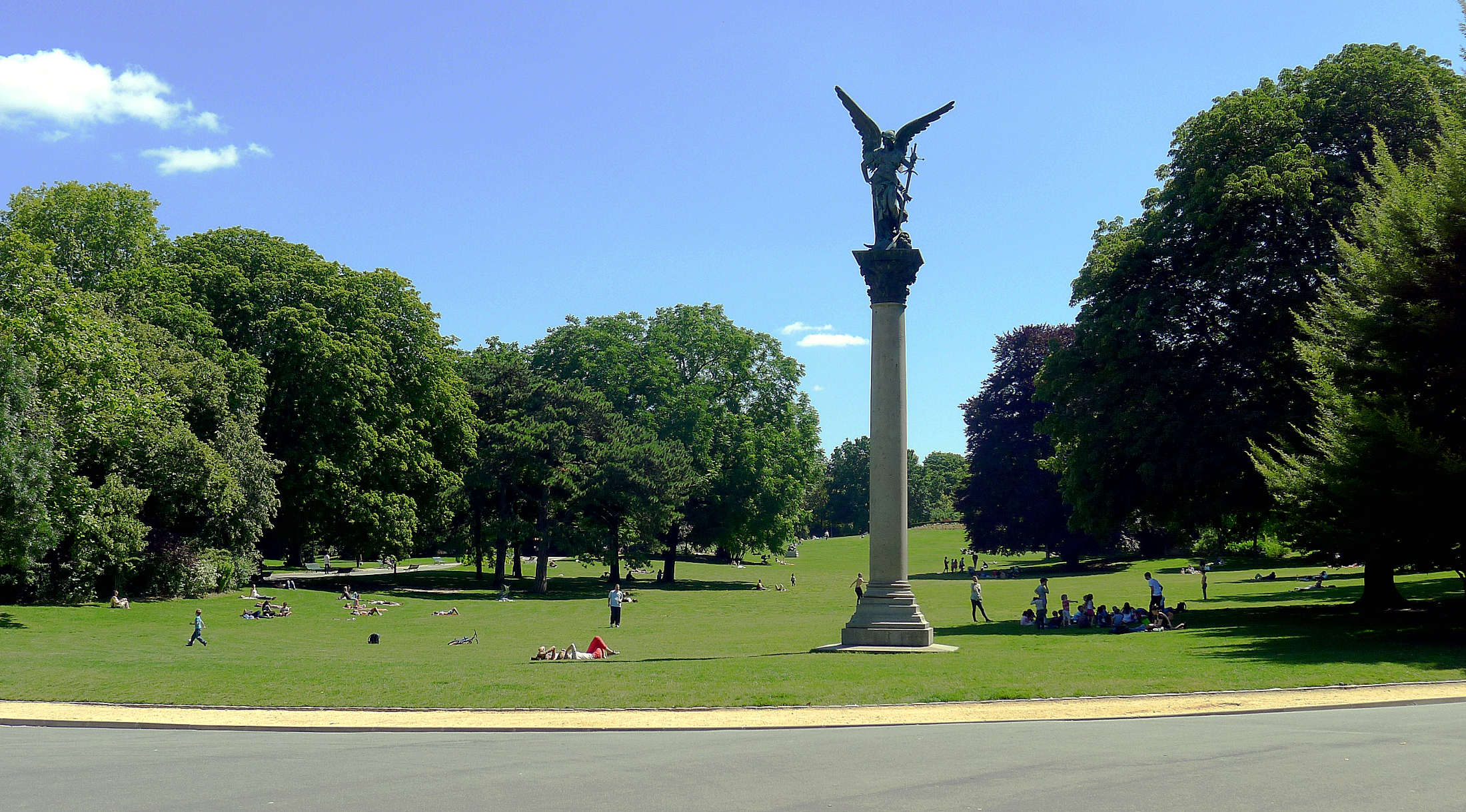
El parque Montsouris

El parque Montsouris (en francés: Parc Montsouris) es un parque público parisino situado en el XIV distrito de la capital. Diseñado a la inglesa, fue creado a finales del siglo XIX y se extiende sobre 15 hectáreas.

## Historia

Parc Montsouris

El Barón Haussmann decidió su construcción en 1860, confiando su realización a Alphand. Se optó por ubicar el parque en unas antiguas canteras desafectadas situadas al sur de la capital que en tiempos pasados también habían sido usadas como cementerio. Las obras no se iniciaron realmente hasta 1867 y concluyeron en 1878. Aun así, el parque fue inaugurado oficialmente en 1869. Ese día fue marcado por el suicidio del ingeniero al cargo del lago artificial, que se alimentaba a través del acueducto de Arcueil, ya que este se vació inesperadamente.
Técnicamente, las principales dificultades surgieron a la hora de sortear las líneas férreas de Sceaux, y de la Petite Ceinture a la vez que se procedía a consolidar las antiguas canteras. En la actualidad es un lugar muy visitado y usado habitualmente por los estudiantes de la Ciudad Universitaria cercana como lugar de descanso.

## Construcciones destacadas

### Palacio del Bardo

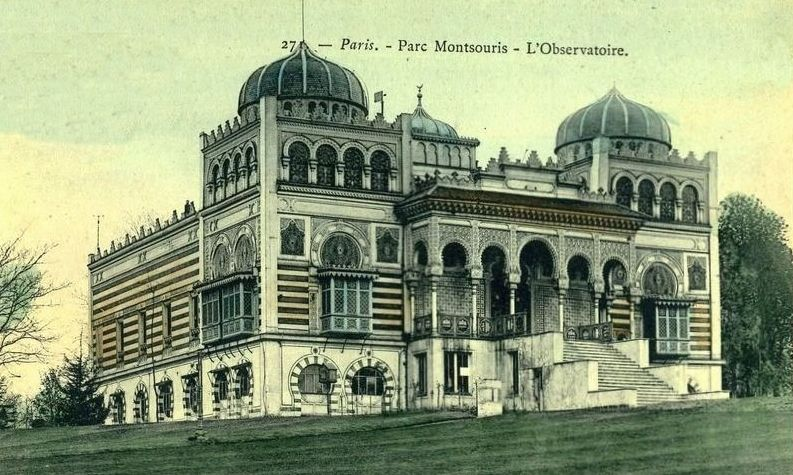
Postal con una representación del palacio

Fue concebido por el arquitecto Alfred Chapon para representar a Túnez en la Exposición Universal de 1867.
Una vez concluida el palacio pasó a ser propiedad del Ayuntamiento de París quien lo compró por 150 000 francos y lo movió hasta el punto más alto del parque.
Previsto inicialmente para alojar el personal del observatorio encargado del estudio del clima parisino, fue asumiendo a lo largo de su existencia diferentes funciones. En 1886, se convirtió en observatorio meteorológico. Posteriormente se encargó del estudio de las aguas y de los cementerios de París. Finalmente en 1893, se puso en marcha un servicio dedicado a analizar el aire de la capital.
En 1974, fue definitivamente cerrado y abandonado. A partir de ahí el edificio sufrió un rápido deterioro que hizo urgente una restauración. Preocupado por el futuro del palacio, el gobierno de Túnez lo volvió a adquirir por una cantidad simbólica, además, y dada su inclusión como Monumento Histórico, el Ayuntamiento de París, destinó 15 millones para su restauración. Sin embargo, poco después, el 5 de marzo de 1991, el edificio sufrió un grave incendio que lo arrasó por completo.

### Estación meteorológica
En 1872, Charles Sainte-Claire Deville fundó el Observatorio meteorológico de Montsouris. Aunque inicialmente el personal se ubicó en el Palacio del Bardo, en 1973, se construyeron nuevas dependencias para ubicarlos. La estación lleva registrando datos desde abril de 1872 lo que la convierte en uno de los registros más antiguos en la materia existentes en Francia. En la actualidad, ofrece datos valiosos para la predicción del tiempo en la zona de París. 

### Materialización del Meridiano de París
El meridiano de París atraviesa el parque. Para materializarlo se creó un monumento de unos cuatro metros de altura. Otro monumento similar se encuentra en Montmartre. Inicialmente situado en el Jardín del Observatorio, fue posteriormente desplazado. 
Entre 1989 y 1994, y para conmemorar el bicentenario del nacimiento de François Arago, Jan Dibbets colocó 135 medallones situados a lo largo del meridiano, de estos, nueve se encuentran dentro del parque

### Estación de la Ciudad Universitaria

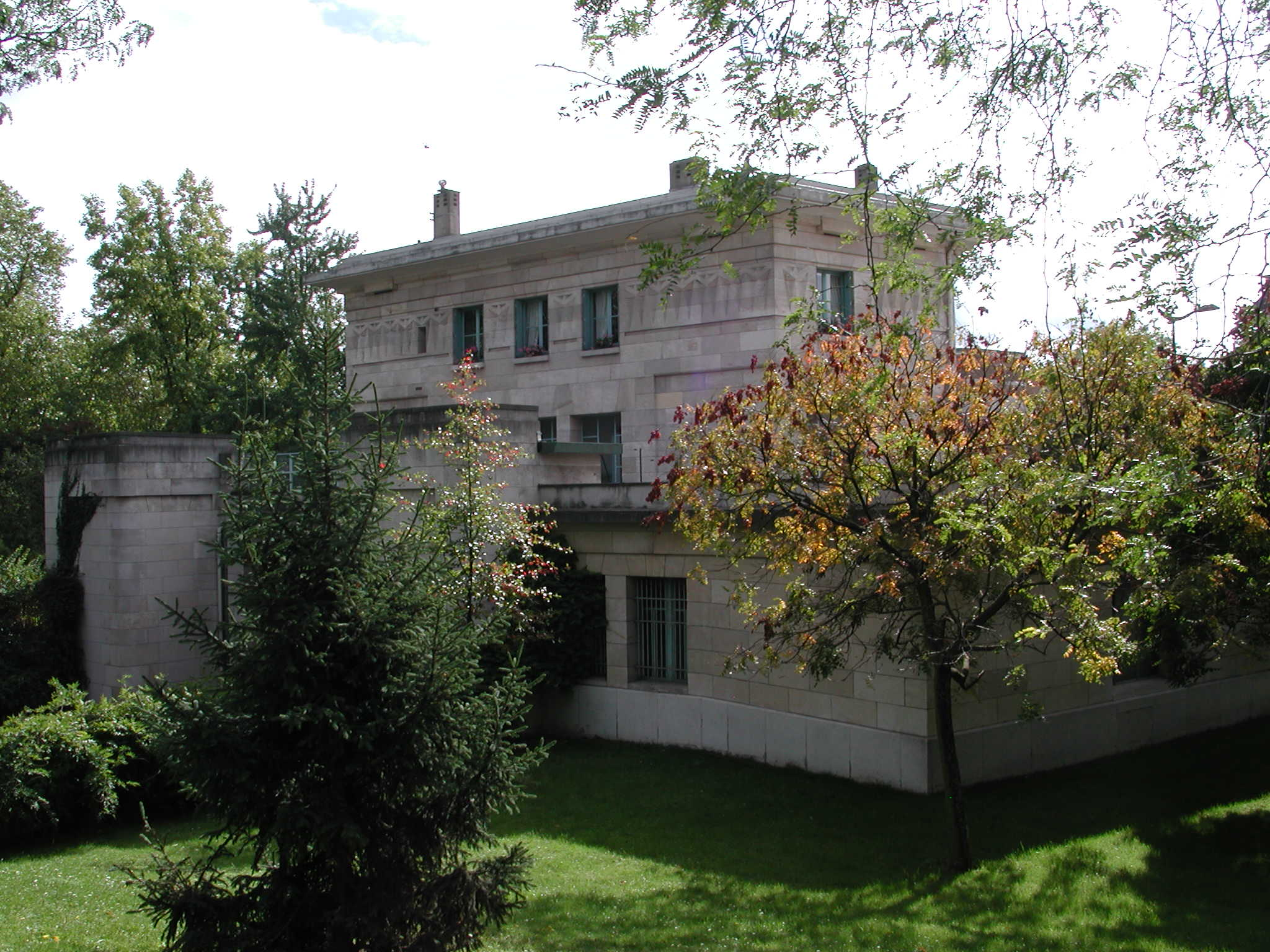
La estación de la Ciudad Universitaria

La estación de la Ciudad Universitaria situada en el parque forma parte de la línea B de la red de trenes de cercanía de París aunque inicialmente pertenecía la antigua línea de Sceaux.
Desde 2006, la línea 3 del tranvía de París permite acceder también a la estación.

### Petite Ceinture

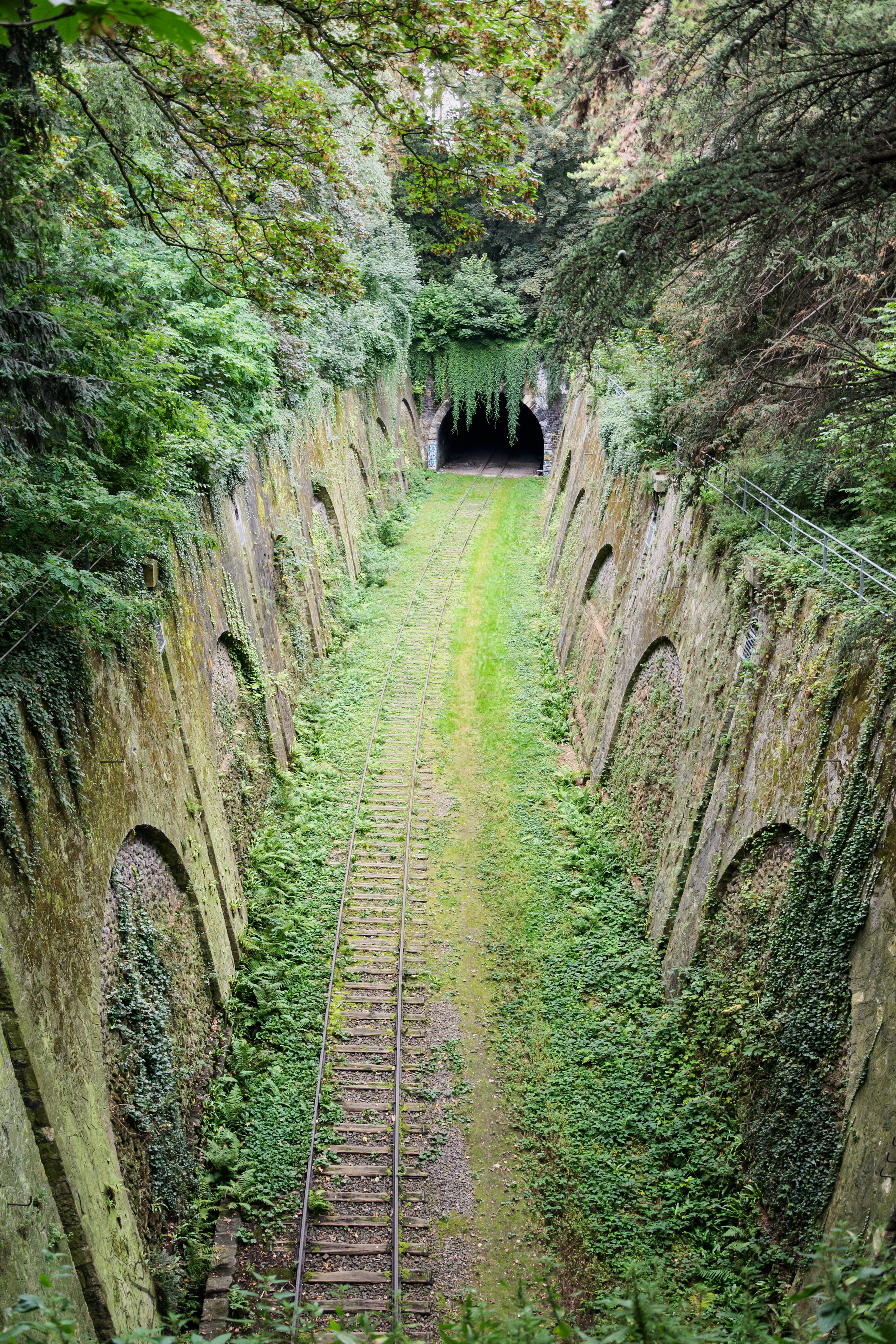
Tramo visible y túnel de la Petite Ceinture a su paso por el parque.

La línea de ferrocarril de la Petite Ceinture (literalmente, «línea del Pequeño Cinturón») fue construida a mediados del siglo XIX y se llamaba así en referencia a la periferia más cercana a París, ciudad a la que rodeaba completamente formando un circuito cerrado. En contraposición a la Petite Ceinture se construyó a finales del siglo XIX la línea de la Grande Ceinture, cuyo cinturón periférico estaba más alejado de París, siendo por lo tanto mucho más largo y amplio. La Petite Ceinture está completamente desafectada desde 1934 pero ciertos tramos de la Grande Ceinture están todavía en funcionamiento hoy en día. En su recorrido por el parque Montsouris las antiguas vías de la Petite Ceinture solo son visibles por una trinchera de unos 150 metros, el resto está oculto en el interior de varios túneles.
La línea de la Petite Ceinture tenía antiguamente una estación de ferrocarril a proximidad del parque Montsouris, y de hecho la estación recibía el nombre de Parc Montsouris, pero dicha estación de trenes fue derruida a principios de los años 1980.

## Fauna y Flora
El parque cuenta con más de 1 400 árboles, muchos de ellos centenarios. Entre ellos destacan:
- Un ejemplar de árbol parasol chino, un árbol poco común.
- Un caqui, que se encuentra en la entrada norte del parque.
- Tuliperos de Virginia
- Cedros del Líbano
- Un peculiar tipo de hayas típico de la zona de Verzy, en Francia.

Montsouris da cobijo a numerosas especies de pájaros, como por ejemplo:
- La garza real europea
- La barnacla canadiense
- El ánsar indio
- El ánade real
- El chochín
- El herrerillo capuchino
- El periquito

## Esculturas
Recorriendo el parque se pueden observar diferentes esculturas. La más antigua se remonta a 1878, la más reciente es de 1960.

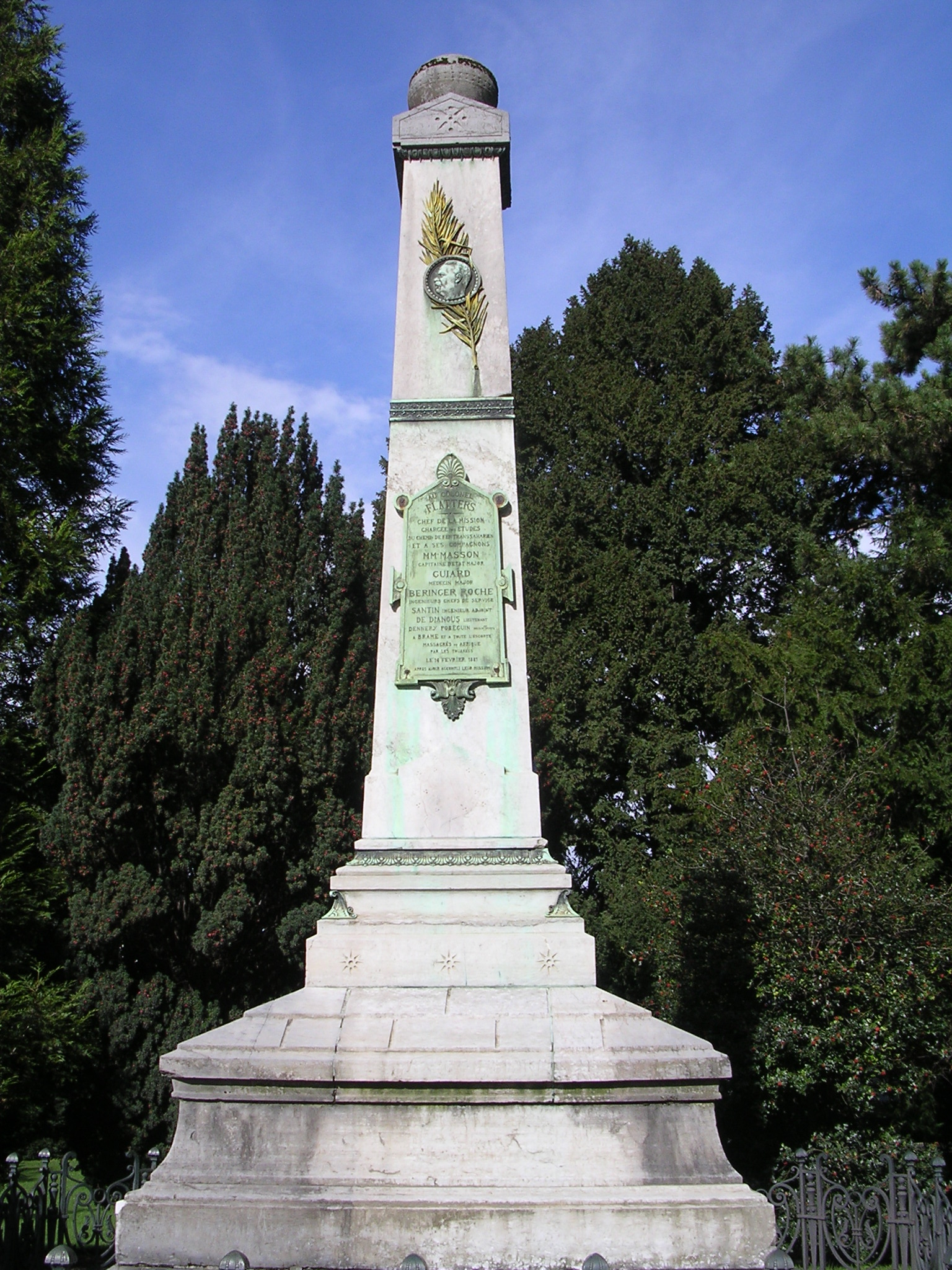
Monumento a la memoria de la misión Flatters.
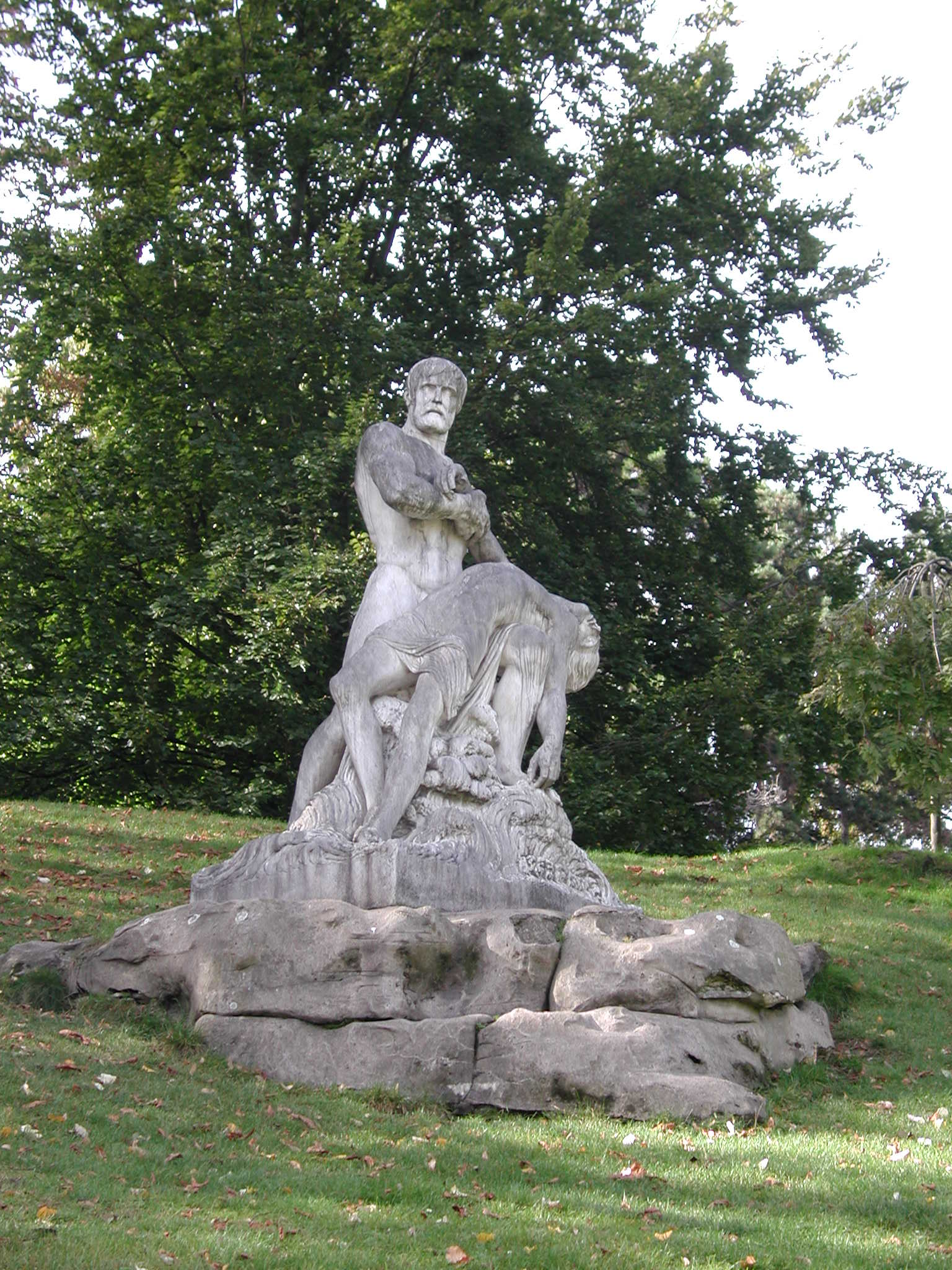
Los náufragos, de (Antoine Etex, 1859)